# 郁忠
郁忠，男，中华人民共和国軍事人物及政治人物，武警少將、中共黨員、曾服役于中國海军、中國武警部隊。

## 生平
郁氏在中國武警部隊、中國海军部隊都服役過，分別在海军司令部、海军参谋部、中國海警局一些部門先后擔任過主要領導，其中包括
歷任中國海警局東海分局局長、中國海警局局長、中國海军原司令部训练部部长、中國海军参谋部训练局局长、海警总队东海海区指挥部司令员。   
出任中國海警局局長后，代表中國就打擊海上犯罪行為与国际社会合作交流。

## 軍旅生涯

### 海軍生涯
時任海军参谋部训练局局长郁忠，曾經代表中國海军和清華大學在海军在人才培养、科学研究上与清华大学交流。

### 武警生涯
郁忠代表中國海警局与韓國海上執法部門代表合作，共同維持海上治安、打擊海上犯罪活動并开展海上搜救。
2023年4月12日中国海警局局长郁忠少将与越南海警司令黎光道少将在越南海警第一区11海团的8004号海警船上举行会谈。

## 軍銜晋升
在中國海軍任职期軍銜為海军大校，2019年12月9日，武警部队举行晋升中将、少将警衔仪式上，任職中國海警局某部司令员的郁氏升任武警少將。